# Carga de cor

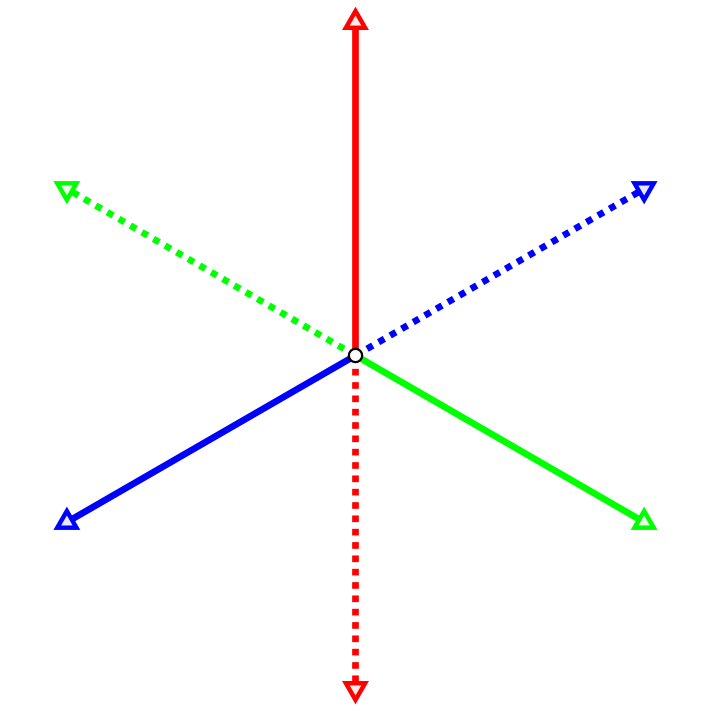
Os quarks possuem três cores: vermelho, azul e verde. Os antiquarks, antivermelho, antiazul e antiverde. As cores podem ser representadas como vetores em um plano, conforme a figura. A adição das três (anti)cores ou de uma cor e sua anticor gera a cor branca, ou seja, a neutralidade de cor.

Na física de partículas, carga de cor é uma propriedade de quarks e glúons que está relacionada com a força forte existente entre eles, no contexto da cromodinâmica quântica. 
Existem muitas analogias entre a carga de cor e a carga elétrica, contudo existem algumas importantes diferenças e complicações adicionais. A cor de um quark ou de um glúon em nada tem que ver com o conceito tradicional de cor, tratando-se apenas de uma analogia. Pode-se convencionar que as três cores existentes são o vermelho, o azul e o verde. 
Além disso, a representação matemática da carga de cor se dá através de um Grupo não-abeliano, SU(3), enquanto a carga elétrica é representada por um grupo abeliano.
Para cada cor existe uma anticor; antivermelho, antiazul e antiverde (ou, e respectivamente, ciano, amarelo e magenta).  Essas "anticores" são encontradas nos antiquarks, que são partículas de Antimatéria.
O físico Oscar W. Greenberg introduziu a carga de cor em 1964, para explicar como os quarks (que são férmions) poderiam existir dentro dos átomos sem violar o Princípio de exclusão de Pauli. Até hoje, a carga de cor é considerada um dos conceitos mais importantes do Modelo padrão da Física de partículas.
Acredita-se que partículas com carga de cor (ou anticor) não consigam existir livres na natureza, apenas combinadas de modo que suas cargas se anulem, formando uma partícula "branca" ou "sem cor". Esse fenômeno é chamado Confinamento. 

Campos cromodinâmica devido a cargas de cor, estes são combinações neutras / "pouca cor".
Cores do Quark .
Cores do Antiquark.